# Лейли и Меджнун (поэма Навои)
Лейли и Меджнун (узб. Layli va Majnun) — поэма (дастан) Алишера Навои, написанная в 1484 году на староузбекском языке в эпоху Тимуридов на тему любви Лейли и Меджнун. Представляет собой третью часть сборника Хамса и состоит из 38 глав.

## Особенности стихосложения
Поэма состоит из рифмованных двустиший:

Нахлию, не нахл, сарви озод, / Сарвию, не сарв, рашки шамшод (XI)

Перевод Липкина:

Нет, не свеча, а кипарис (сарв) блестит,/ Которому завидует самшит (шамшод)!

## Содержание
Поэма начинается с описания справедливого и гостеприимного арабского вождя (ҳукмрон), который наконец дождался рождения ребенка (тифл), названного им Кайсом. В школе (мактаб) тот встречает прекрасную Лейлу и влюбляется в нее (XI). Любовь (ишқ) мутит Кайсу разум (ақл), его называют Меджнуном (XV) и заковывают в цепи (XVI). А Лейла тем временем выходит замуж за Ибн-Селляма. Попытка исцелить Кайса у Каабы не приводят к положительному результату (XX). Меджнун поселяется в пустыне (дашт), постоянно повторяя слово "Лейла" и сочиняя в ее честь стихи. В диком краю он победил свой нафс, сделался пастухом газелей (кийик), а волки (бўри) ему служили собаками. 
В пустыне Меджнуна встречает охотник Навфал, который удивляется его власти над животными. В свою очередь Меджнун осуждает охоту ради забавы из сострадания к зверям. Навфал решается ему помочь, собрав войско (сипаҳ) нападения на племя Лейли (XXI). Видя грозящее бесчестье, отец Лейли готов собственноручно убить свою дочь. Тогда Меджнун требует от Навфала прекратить сражение (разм) (XXIII). Получив передышку, племя Лейли совершает перекочевку. Меджнун встречает раненного и отставшего от своего войска Зайда из племени (қабила) Лейли, кается перед ним за его несчастья и просит передать письмо найти его возлюбленную (XXIV). Тем временем отец Меджнуна возвращает сына домой и договаривается о его свадьбе на дочери Навфала, но Меджнун в последний момент оказывается не готов предать свою первую любовь (XXX). Лейли выдают замуж за Ибн Салома, однако с тем во время свадьбы случается удар и невеста сбегает в степь к Меджнуну (XXXI). Вместе они находят взаимную любовь в пустыне Неджд. В конце Лейла и Меджнун вместе оставляют этот мир (XXXV).

## Поэтика
Навои описывает красоту (ҳусн) Лейли на контрастах: "Зулфи тунида узори хуршед" - "как солнце (хуршед) лик (узор) ее в ночи волос (зулф)". Особо выделены изогнутые брови (қош), искрящиеся глаза (кўзлар) и точка родинки (хол) над ртом.